# Sharktopus vs. Whalewolf
Série
Sharktopus vs. Pteracuda
(2014)
Pour plus de détails, voir Fiche technique et Distribution.
Sharktopus vs. Whalewolf est un téléfilm américain réalisé par Kevin O'Neill, diffusé le 19 juillet 2015 sur Syfy. Il s'agit de la suite de Sharktopus vs. Pteracuda.

## Synopsis
Le Sharktopus est de retour pour ses meurtres contre les humains dans la ville. Entre-temps, une scientifique crée un hybride mi-loup mi-orque, le Whalewolf, qui va aussi commettre des meurtres dans la ville. Il y aura une lutte sans merci entre les deux hybrides.

## Fiche technique
- Genre : Science Fiction
- Avis au public : interdit aux moins de 12 ans

## Distribution
- Casper Van Dien : Ray
- Catherine Oxenberg : Dr Reinhart
- Akari Endo (en) : Officer Nita Morales
- Jorge Eduardo De Los Santos : Pablo
- Jennifer Wenger : Betty
- Tony Almont : Tiny
- Mario Arturo Hernández : Felix Rosa